# Düsseldorfer Turn- und Sportverein Fortuna 1895 2014-2015
Questa voce raccoglie le informazioni riguardanti lo  Düsseldorfer Turn- und Sportverein Fortuna 1895  nelle competizioni ufficiali della stagione calcistica 2014-2015.

## Stagione
Nella stagione 2014-2015 il Fortuna Düsseldorf, allenato da Taşkın Aksoy, concluse il campionato di 2. Bundesliga al 10º posto. In Coppa di Germania il Fortuna Düsseldorf fu eliminato al primo turno dal Kickers Würzburg.

## Rosa
| N. |                       | Ruolo | Calciatore         |
| -- | --------------------- | ----- | ------------------ |
| 1  | Germania (bandiera)   | P     | Michael Rensing    |
| 2  | Germania (bandiera)   | D     | Jonathan Tah       |
| 4  | Germania (bandiera)   | D     | Julian Schauerte   |
| 5  | Germania (bandiera)   | C     | Christopher Avevor |
| 6  | Germania (bandiera)   | D     | Dustin Bomheuer    |
| 7  | Germania (bandiera)   | C     | Oliver Fink        |
| 8  | Kazakistan (bandiera) | D     | Genrïx Şmïdtgal'   |
| 9  | Austria (bandiera)    | A     | Erwin Hoffer       |
| 10 | Austria (bandiera)    | C     | Michael Liendl     |
| 11 | Germania (bandiera)   | C     | Axel Bellinghausen |
| 13 | Germania (bandiera)   | C     | Adam Bodzek        |
| 14 | Brasile (bandiera)    | D     | Bruno Soares       |

| N. |                           | Ruolo | Calciatore        |  |
| -- | ------------------------- | ----- | ----------------- |  |
| 15 | Germania (bandiera)       | D     | Lukas Schmitz     |  |
| 17 | Germania (bandiera)       | C     | Andreas Lambertz  |  |
| 18 | Costa d'Avorio (bandiera) | A     | Mathis Bolly      |  |
| 19 | Germania (bandiera)       | P     | Lars Unnerstall   |  |
| 20 | Finlandia (bandiera)      | A     | Joel Pohjanpalo   |  |
| 21 | Austria (bandiera)        | C     | Christian Gartner |  |
| 23 | Australia (bandiera)      | C     | Ben Halloran      |  |
| 24 | Germania (bandiera)       | A     | Sérgio Pinto      |  |
| 25 | Azerbaigian (bandiera)    | C     | Tuğrul Erat       |  |
| 28 | Germania (bandiera)       | D     | Christian Weber   |  |
| 37 | Togo (bandiera)           | C     | Ihlas Bebou       |  |
| 38 | Germania (bandiera)       | P     | Robin Heller      |  |

## Organigramma societario
Area tecnica
- Allenatore: Taşkın Aksoy
- Allenatore in seconda: Joti Stamatopoulos
- Preparatore dei portieri: Simon Jentzsch
- Preparatori atletici: Thomas Gucek, Marcel Verstappen

## Risultati

### 2. Bundesliga

#### Girone di andata
| Arbitro: | Aytekin |

|                         |           |                         |
| Liendl 34’ Benschop 65’ | Marcatori | 60’ Reichel 84’ Nielsen |

| Arbitro: | Kircher |

|              |           |            |
| Kreilach 64’ | Marcatori | 35’ Liendl |

| Arbitro: | Osmers |

|  |           |                    |
|  | Marcatori | 19’ Gulde 65’ Yabo |

| Arbitro: | Kampka |

|  |           |                            |
|  | Marcatori | 2’, 50’ Hoffer 8’ Benschop |

| Arbitro: | Meyer |

|  |           |                      |
|  | Marcatori | 23’ Hoffer 62’ Pinto |

| Arbitro: | Steinhaus |

|                                  |           |                        |
| Benschop 23’, 42’ Pohjanpalo 82’ | Marcatori | 37’, 68’ Niederlechner |

| Arbitro: | Dingert |

|                 |           |                |
| Gregoritsch 14’ | Marcatori | 67’ Pohjanpalo |

| Arbitro: | Cortus |

|                             |           |                |
| Pohjanpalo 60’ Benschop 86’ | Marcatori | 18’, 61’ Teigl |

| Arbitro: | Fritz |

|           |           |                                       |
| Kempe 46’ | Marcatori | 12’, 26’, 57’ Pohjanpalo 47’ Benschop |

| Arbitro: | Willenborg |

|            |           |  |
| Liendl 32’ | Marcatori |  |

| Arbitro: | Stark |

|          |           |                |
| Gaus 90’ | Marcatori | 76’ Pohjanpalo |

| Düsseldorf 31 ottobre 2014, ore 18:30 CET 12ª giornata | Fortuna Düsseldorf | 0 – 0 referto | Ingolstadt 04 | Merkur Spiel-Arena (33 878 spett.)\| Arbitro: \| Zwayer \| |
| Arbitro:                                               | Zwayer             |               |               |                                                            |

| Arbitro: | Osmers |

|  |           |           |
|  | Marcatori | 4’ Soares |

| Arbitro: | Drees |

|                                         |           |                              |
| Benschop 10’, 81’ (rig.) Pohjanpalo 77’ | Marcatori | 13’ Gießelmann 54’, 84’ Žulj |

| Arbitro: | Sippel |

|                                |           |  |
| Quaner 15’ Daghfous 59’ (rig.) | Marcatori |  |

| Arbitro: | Brych |

|              |           |                                    |
| Halloran 23’ | Marcatori | 4’, 77’ Bouhaddouz 67’ Olajengbesi |

| Arbitro: | Brand |

|  |           |                   |
|  | Marcatori | 45’, 63’ Benschop |

#### Girone di ritorno
| Arbitro: | Stegemann |

|                        |           |              |
| Nielsen 67’ Kessel 90’ | Marcatori | 68’ Halloran |

| Arbitro: | Dingert |

|           |           |  |
| Bolly 89’ | Marcatori |  |

| Arbitro: | Hartmann |

|                     |           |          |
| Hennings 55’ (rig.) | Marcatori | 60’ Fink |

| Arbitro: | Brand |

|                                     |           |                          |
| Bellinghausen 26’ Liendl 83’ (rig.) | Marcatori | 15’, 31’ Wood 34’ Mugoša |

| Arbitro: | Stieler |

|                |           |                             |
| Pohjanpalo 67’ | Marcatori | 71’ Stark 77’ Blum 88’ Kerk |

| Arbitro: | Drees |

|              |           |                            |
| Leipertz 11’ | Marcatori | 23’ Fink 61’ Bellinghausen |

| Arbitro: | Ittrich |

|                                |           |                |
| Benschop 12’ Liendl 24’ (rig.) | Marcatori | 9’, 45’ Šesták |

| Arbitro: | Rohde |

|                                   |           |                |
| Rodnei 7’ Kimmich 28’ Poulsen 71’ | Marcatori | 59’ Pohjanpalo |

| Arbitro: | Kempter |

|                          |           |  |
| Benschop 44’ (rig.), 66’ | Marcatori |  |

| Arbitro: | Cortus |

|                                     |           |  |
| Choi 9’, 16’ Sobota 40’ Buballa 51’ | Marcatori |  |

| Arbitro: | Aytekin |

|                   |           |           |
| Liendl 90’ (rig.) | Marcatori | 8’ Zoller |

| Arbitro: | Drees |

|                                   |           |                          |
| Hartmann 65’ Leckie 86’ Matip 90’ | Marcatori | 33’ Pohjanpalo 74’ Bebou |

| Arbitro: | Schriever |

|            |           |            |
| Liendl 48’ | Marcatori | 42’ Adlung |

| Arbitro: | Kircher |

|                                     |           |  |
| Stiepermann 29’ Žulj 49’ Šukalo 66’ | Marcatori |  |

| Arbitro: | Perl |

|  |           |                              |
|  | Marcatori | 27’ Ademi 70’ (rig.) Gjasula |

| Arbitro: | Grudzinski |

|  |           |                       |
|  | Marcatori | 18’ Hoffer 90’ Liendl |

| Arbitro: | Sippel |

|                       |           |                             |
| Schmitz 13’ Bebou 19’ | Marcatori | 11’, 21’ Kapllani 83’ Dedič |

### Coppa di Germania
| Arbitro: | Göpferich |

|                               |           |                         |
| Bieber 51’, 55’ Lewerenz 114’ | Marcatori | 42’ Şmïdtgal' 58’ Pinto |

## Statistiche

### Statistiche di squadra
| Competizione      | Punti | In casa | In casa | In casa | In casa | In casa | In casa | In trasferta | In trasferta | In trasferta | In trasferta | In trasferta | In trasferta | Totale | Totale | Totale | Totale | Totale | Totale | DR |
| Competizione      | Punti | G       | V       | N       | P       | Gf      | Gs      | G            | V            | N            | P            | Gf           | Gs           | G      | V      | N      | P      | Gf     | Gs     | DR |
| ----------------- | ----- | ------- | ------- | ------- | ------- | ------- | ------- | ------------ | ------------ | ------------ | ------------ | ------------ | ------------ | ------ | ------ | ------ | ------ | ------ | ------ | -- |
| 2. Bundesliga     | 44    | 17      | 4       | 7       | 6       | 24      | 29      | 17           | 7            | 4            | 6            | 24           | 23           | 34     | 11     | 11     | 12     | 48     | 52     | -4 |
| Coppa di Germania | -     | 0       | 0       | 0       | 0       | 0       | 0       | 1            | 0            | 0            | 1            | 2            | 3            | 1      | 0      | 0      | 1      | 2      | 3      | -1 |
| Totale            | -     | 17      | 4       | 7       | 6       | 24      | 29      | 18           | 7            | 4            | 7            | 26           | 26           | 35     | 11     | 11     | 13     | 50     | 55     | -5 |

### Andamento in campionato
| Giornata  | 1 | 2  | 3  | 4 | 5 | 6 | 7 | 8 | 9 | 10 | 11 | 12 | 13 | 14 | 15 | 16 | 17 | 18 | 19 | 20 | 21 | 22 | 23 | 24 | 25 | 26 | 27 | 28 | 29 | 30 | 31 | 32 | 33 | 34 |
| --------- | - | -- | -- | - | - | - | - | - | - | -- | -- | -- | -- | -- | -- | -- | -- | -- | -- | -- | -- | -- | -- | -- | -- | -- | -- | -- | -- | -- | -- | -- | -- | -- |
| Luogo     | C | T  | C  | T | T | C | T | C | T | C  | T  | C  | T  | C  | T  | C  | T  | T  | C  | T  | C  | C  | T  | C  | T  | C  | T  | C  | T  | C  | T  | C  | T  | C  |
| Risultato | N | N  | P  | V | V | V | N | N | V | V  | N  | N  | V  | N  | P  | P  | V  | P  | V  | N  | P  | P  | V  | N  | P  | V  | P  | N  | P  | N  | P  | P  | V  | P  |
| Posizione | 5 | 11 | 15 | 9 | 7 | 5 | 6 | 7 | 3 | 2  | 2  | 2  | 2  | 2  | 4  | 6  | 4  | 7  | 6  | 6  | 6  | 7  | 5  | 5  | 7  | 5  | 7  | 7  | 7  | 7  | 7  | 10 | 8  | 10 |

Legenda:

Luogo: C = Casa; T = Trasferta. Risultato: V = Vittoria; N = Pareggio; P = Sconfitta.

### Statistiche dei giocatori
| Giocatore        | 2. Bundesliga | 2. Bundesliga | 2. Bundesliga | 2. Bundesliga | Coppa di Germania | Coppa di Germania | Coppa di Germania | Coppa di Germania | Totale   | Totale | Totale      | Totale     |
| Giocatore        | Presenze      | Reti          | Ammonizioni   | Espulsioni    | Presenze          | Reti              | Ammonizioni       | Espulsioni        | Presenze | Reti   | Ammonizioni | Espulsioni |
| ---------------- | ------------- | ------------- | ------------- | ------------- | ----------------- | ----------------- | ----------------- | ----------------- | -------- | ------ | ----------- | ---------- |
| R. Heller        | -             | -             | -             | -             | -                 | -                 | -                 | -                 | -        | -      | -           | -          |
| M. Rensing       | 24            | 0             | 0             | 0             | 1                 | 0                 | 0                 | 0                 | 25       | 0      | 0           | 0          |
| L. Unnerstall    | 10            | 0             | 0             | 0             | -                 | -                 | -                 | -                 | 10       | 0      | 0           | 0          |
| M. Ajani         | 1             | 0             | 0             | 0             | -                 | -                 | -                 | -                 | 1        | 0      | 0           | 0          |
| C. Avevor        | 14            | 0             | 2             | 0             | -                 | -                 | -                 | -                 | 14       | 0      | 2           | 0          |
| D. Bomheuer      | 15            | 0             | 4             | 0             | -                 | -                 | -                 | -                 | 15       | 0      | 4           | 0          |
| B. Soares        | 23            | 1             | 8             | 0             | 1                 | 0                 | 0                 | 0                 | 24       | 1      | 8           | 0          |
| T. Erat          | 22            | 0             | 2             | 0             | -                 | -                 | -                 | -                 | 22       | 0      | 2           | 0          |
| M. Karpuz        | -             | -             | -             | -             | -                 | -                 | -                 | -                 | -        | -      | -           | -          |
| J. Schauerte     | 33            | 0             | 4             | 0             | 1                 | 0                 | 1                 | 0                 | 34       | 0      | 5           | 0          |
| H. Şmïdtgal'     | 7             | 0             | 0             | 0             | 1                 | 1                 | 0                 | 0                 | 8        | 1      | 0           | 0          |
| L. Schmitz       | 22            | 1             | 6             | 0             | 1                 | 0                 | 0                 | 0                 | 23       | 1      | 6           | 0          |
| J. Tah           | 23            | 0             | 5             | 1             | -                 | -                 | -                 | -                 | 23       | 0      | 5           | 1          |
| C. Weber         | 3             | 0             | 1             | 0             | -                 | -                 | -                 | -                 | 3        | 0      | 1           | 0          |
| K. Akca          | 1             | 0             | 0             | 0             | -                 | -                 | -                 | -                 | 1        | 0      | 0           | 0          |
| A. Bellinghausen | 31            | 2             | 8             | 0             | -                 | -                 | -                 | -                 | 31       | 2      | 8           | 0          |
| A. Bodzek        | 25            | 0             | 4             | 1             | 1                 | 0                 | 0                 | 1                 | 26       | 0      | 4           | 2          |
| M. Bolly         | 11            | 1             | 0             | 0             | 1                 | 0                 | 0                 | 0                 | 12       | 1      | 0           | 0          |
| O. Fink          | 12            | 2             | 5             | 0             | -                 | -                 | -                 | -                 | 12       | 2      | 5           | 0          |
| C. Gartner       | 15            | 0             | 4             | 0             | 1                 | 0                 | 0                 | 0                 | 16       | 0      | 4           | 0          |
| B. Halloran      | 19            | 2             | 2             | 0             | -                 | -                 | -                 | -                 | 19       | 2      | 2           | 0          |
| A. Lambertz      | 14            | 0             | 1             | 0             | 1                 | 0                 | 1                 | 0                 | 15       | 0      | 2           | 0          |
| M. Liendl        | 34            | 8             | 2             | 0             | 1                 | 0                 | 0                 | 0                 | 35       | 8      | 2           | 0          |
| M. Pluntke       | 1             | 0             | 0             | 0             | -                 | -                 | -                 | -                 | 1        | 0      | 0           | 0          |
| S. Pinto         | 21            | 1             | 7             | 0             | 1                 | 1                 | 1                 | 0                 | 22       | 2      | 8           | 0          |
| R. Urban         | 1             | 0             | 1             | 0             | -                 | -                 | -                 | -                 | 1        | 0      | 1           | 0          |
| I. Bebou         | 10            | 2             | 4             | 0             | -                 | -                 | -                 | -                 | 10       | 2      | 4           | 0          |
| C. Benschop      | 30            | 13            | 5             | 0             | 1                 | 0                 | 0                 | 1                 | 31       | 13     | 5           | 1          |
| E. Hoffer        | 21            | 4             | 1             | 0             | 1                 | 0                 | 0                 | 0                 | 22       | 4      | 1           | 0          |
| J. Pohjanpalo    | 29            | 11            | 0             | 0             | 1                 | 0                 | 0                 | 0                 | 30       | 11     | 0           | 0          |
| T. Golley        | 2             | 0             | 0             | 0             | -                 | -                 | -                 | -                 | 2        | 0      | 0           | 0          |